# Wilde Gera
Die Wilde Gera ist der linke der beiden Quellflüsse der Gera am Nordhang des Thüringer Waldes. Sie ist länger und wasserreicher als der andere Quellfluss, die Zahme Gera. In ihrem 23 Kilometer langen Lauf überwindet sie etwa 570 Höhenmeter, was einem durchschnittlichen Gefälle von 25 Höhenmetern pro Fließkilometer entspricht.

## Geografie
Die Quellen der Wilden Gera liegen nur wenige Meter nördlich des Rennsteigs im Gebiet zwischen Schmücke und Oberhof. Der längste Quellbach ist der Schmücker Graben. Er entspringt der Schwarzen Pfütze und dem Guntermannsbrunnen und fließt zunächst in nördlicher Richtung weiter. Östlich des Bachs liegt der Schneekopf (978 m); westlich der Große Beerberg (983 m), die beiden höchsten Berge Thüringens. Der Schmücker Graben nimmt von links noch den Steinbach auf, bevor er in einem weiten Bogen nach Osten fließt. Im weiteren Verlauf nimmt er dann noch von links den Sattelbach und den Schnabelbach auf. Diese Stelle wird Kamerun genannt, da es dort angeblich genauso dunkel sein soll wie im Dschungel Kameruns. Nun sieht man das Ostportal des Brandleitetunnels. Die Bahnstrecke Neudietendorf–Ritschenhausen ist somit der erste Verkehrsweg im Tal der Wilden Gera. Diese fließt von hier aus in östlicher Richtung in den Gehlberger Grund, wo sich der Bahnhof von Gehlberg und die Gehlberger Mühle befinden. Im Gehlberger Grund nimmt die Wilde Gera von rechts den Schneetiegel und den Edelmannsbach auf. Das Dorf selbst liegt links auf einer Hochfläche in etwa 730 Metern Höhe. Die Höhe im Tal beträgt am Gehlberger Bahnhof noch 598 Meter. Unterhalb des Gehlberger Grundes wird das Tal wieder enger und die wilde Gera macht erneut einen Bogen nach Norden. Hier tritt der etwa 13 Kilometer lange, 1977 bis 1981 gebaute Gerastollen zutage. Er leitet Wasser aus der Wilden Gera nach Nordwesten in die Ohratalsperre. Seit der Gehlberger Mühle gibt es im Tal auch eine Straße, die den Ort mit Gräfenroda verbindet.

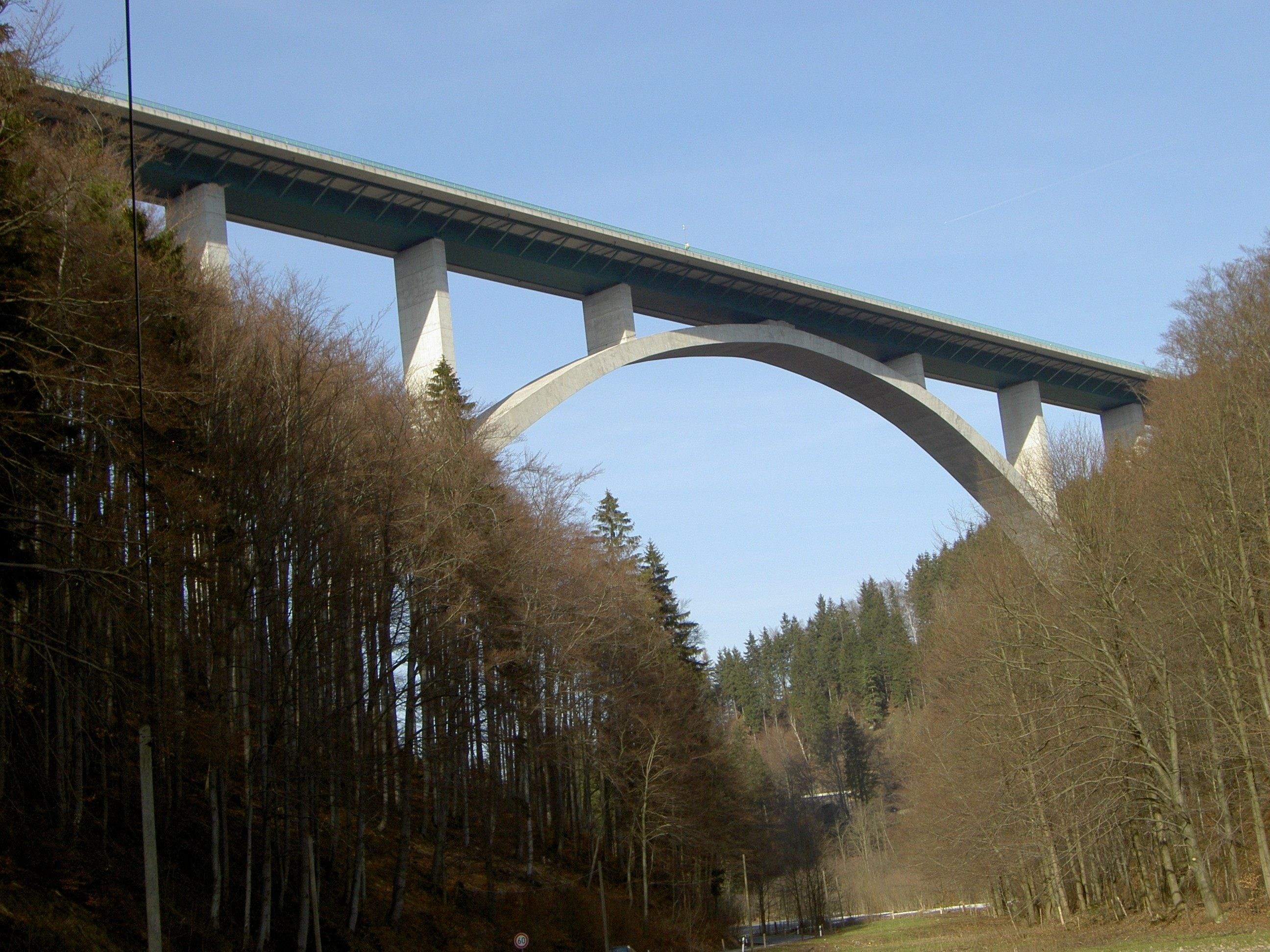
Talbrücke Wilde Gera der Autobahn A 71

Das Tal weitet sich nun wieder. Nach Westen öffnet sich ein weiterer Talgrund, das Kehltal. Dieses ist etwa fünf Kilometer lang. In ihm verläuft eine Straße nach Oberhof, das das westliche Ende des Tals bildet. Im Tal liegt auch der Fluchttunnel des Rennsteigtunnels. Am linken Berghang ist der Ausgebrannte Stein, ein Ende des 17. Jahrhunderts zum Bau des Lütsche-Flößgrabens in einen Porphyrblock getriebener Tunnel, zu sehen. Nach einer Linkskurve wird das beeindruckendste Bauwerk im Tal der Wilden Gera sichtbar: die Talbrücke Wilde Gera der A 71. Sie ist 110 Meter hoch. Hinter der Brücke wird das Tal ein weiteres Mal sehr eng. Die Eisenbahnlinie verschwindet hier im 104,5 Meter langen Tunnel am Zwang. Nordwestlich des Tunnels mündet von rechts der Schwarzbach ein. In dessen zwei Kilometer langen Tal befindet sich ebenfalls eine Brücke der A 71, die Talbrücke Schwarzbachtal. Links am Hang wird das Raubschloss sichtbar, eine Burgruine, in der im Mittelalter Raubritter ihr Versteck hatten. Nach etwa 200 Metern mündet von links die Sieglitz in die wilde Gera ein. Sie ist etwa vier Kilometer lang und entspringt ebenfalls in der Nähe von Oberhof.
Jetzt verbreitert sich das Tal merklich und das erste Sägewerk von Dörrberg, eines heutigen Ortsteils von Geratal ist zu sehen. Dörrberg entwickelte sich aus einem Hammerwerk und hat heute etwa 100 Einwohner. Gräfenroda ist ein lang gestrecktes Straßendorf, das sich über etwa fünf Kilometer im Tal der Wilden Gera erstreckt. Das breite Wiesental, das die Wilde Gera bei Dörrberg bildet, wird als Gräfenrodaer Grund bezeichnet. Von links mündet hier der längste Nebenfluss in die Wilde Gera ein: die Lütsche, ein etwa sieben Kilometer langer Bach. Links erstreckt sich das Gräfenrodaer Kichholz, um das die Bahnstrecke Gotha–Gräfenroda (Ohratalbahn) einen engen Bogen zieht. Die Wilde Gera wurde im Gräfenrodaer Ortsgebiet an den Ostrand ihres Tales verlegt. Sie unterquert die B88 am Bahnhof Gräfenroda Ort der Ohratalbahn. Die Bahnlinie Erfurt–Schweinfurt führt hier etwas weiter oben am östlichen Talhang entlang. Am Gräfenrodaer Schwimmbad unterquert die Wilde Gera die Straße von Gräfenroda nach Plaue. Hier beginnt das Gräfenrodaer Ried. Die Hänge zu beiden Seiten sind nun nicht mehr so hoch wie oberhalb des Ortes. Gräfenroda erstreckt sich nun noch über etwa zwei Kilometer. Am nördlichen Ortsausgang vereinigen sich die Ohratalbahn und die Bahnstrecke Erfurt–Schweinfurt im Bahnhof Gräfenroda.

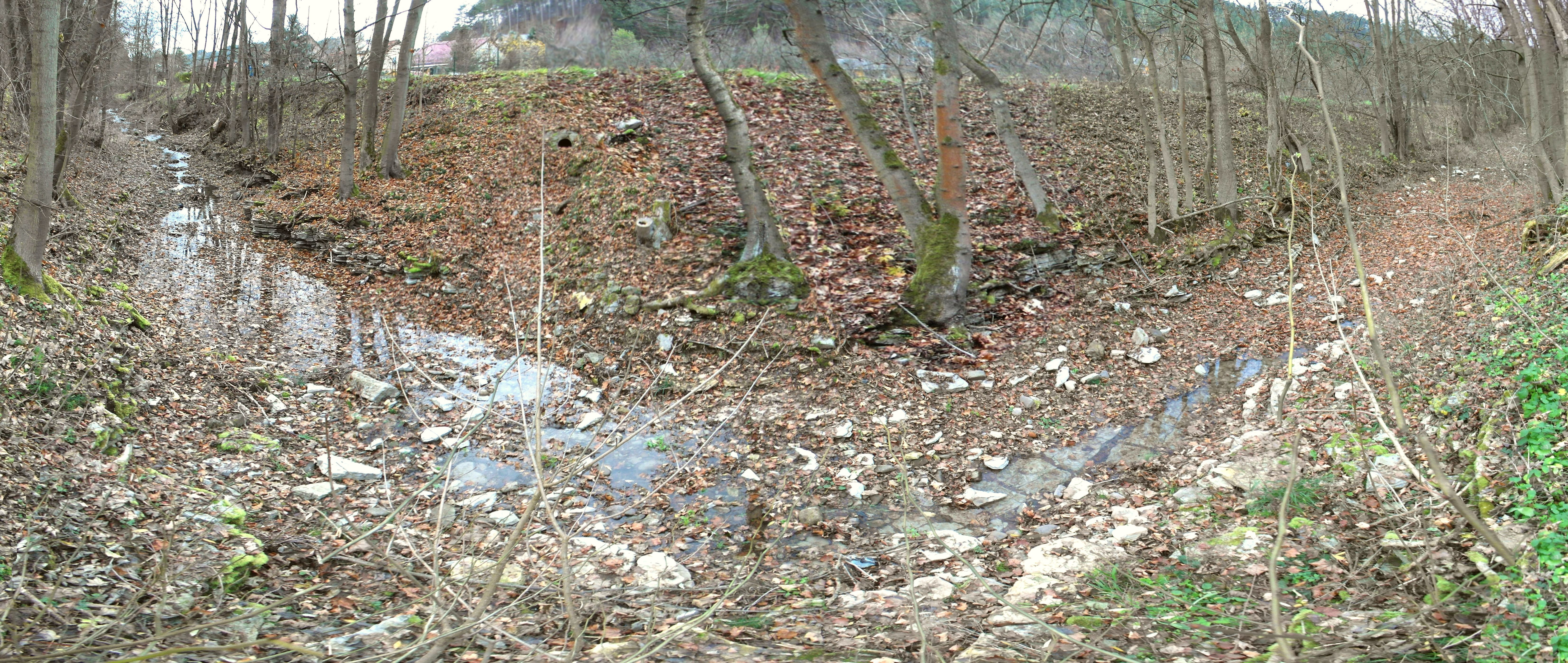
Wilde Gera Versickerung am Ortsausgang von Liebenstein 10. Nov. 2015

Am linken Ufer ist auf halber Strecke zwischen Gräfenroda und Liebenstein die Massemühle zu sehen. Etwas weiter nördlich beginnt der 400-Einwohner-Ort Liebenstein. Blickfang ist hier die Burg Liebenstein am linken Talhang. Sie wurde im 12. Jahrhundert zum Schutze des Tals von den Grafen zu Kevernburg errichtet. In Liebenstein mündet von links die Gissel in die Wilde Gera. Sie ist ein kleiner Bach, der im Sommer häufig trocken liegt. Ihre Quellen befinden sich nahe dem Ort Frankenhain. Hinter Liebenstein ist das Tal so breit, dass Landwirtschaft möglich wird. Hier versickert ein großer Teil des Flusses in Karstspalten. Der linke Talhang ist hier noch steil und bildet den Plaueschen Berg, der rechte Talhang steigt sanft bis nach Rippersroda an. Nach rechts öffnet sich das Tal nun und die Zahme Gera ist zu erkennen. Am linken Talhang liegt, schon in Plaue, der Plauesche Spring, eine Karstquelle mit sehr hohem Ausflussvolumen, aus der das hinter Liebenstein versickerte Wasser mit hohem zeitlichen Versatz wieder zu Tage tritt. Eine Erklärung für den hohen zeitlichen Versatz gegenüber dem Fluss könnte ein bisher nicht geortetes unterirdisches großes Wasserreservoir sein. Nun unterquert die Wilde Gera noch die ehemalige B4, ehe sie sich südlich des Stadtzentrums von Plaue mit der Zahmen zur Gera vereinigt.

## Geschichte

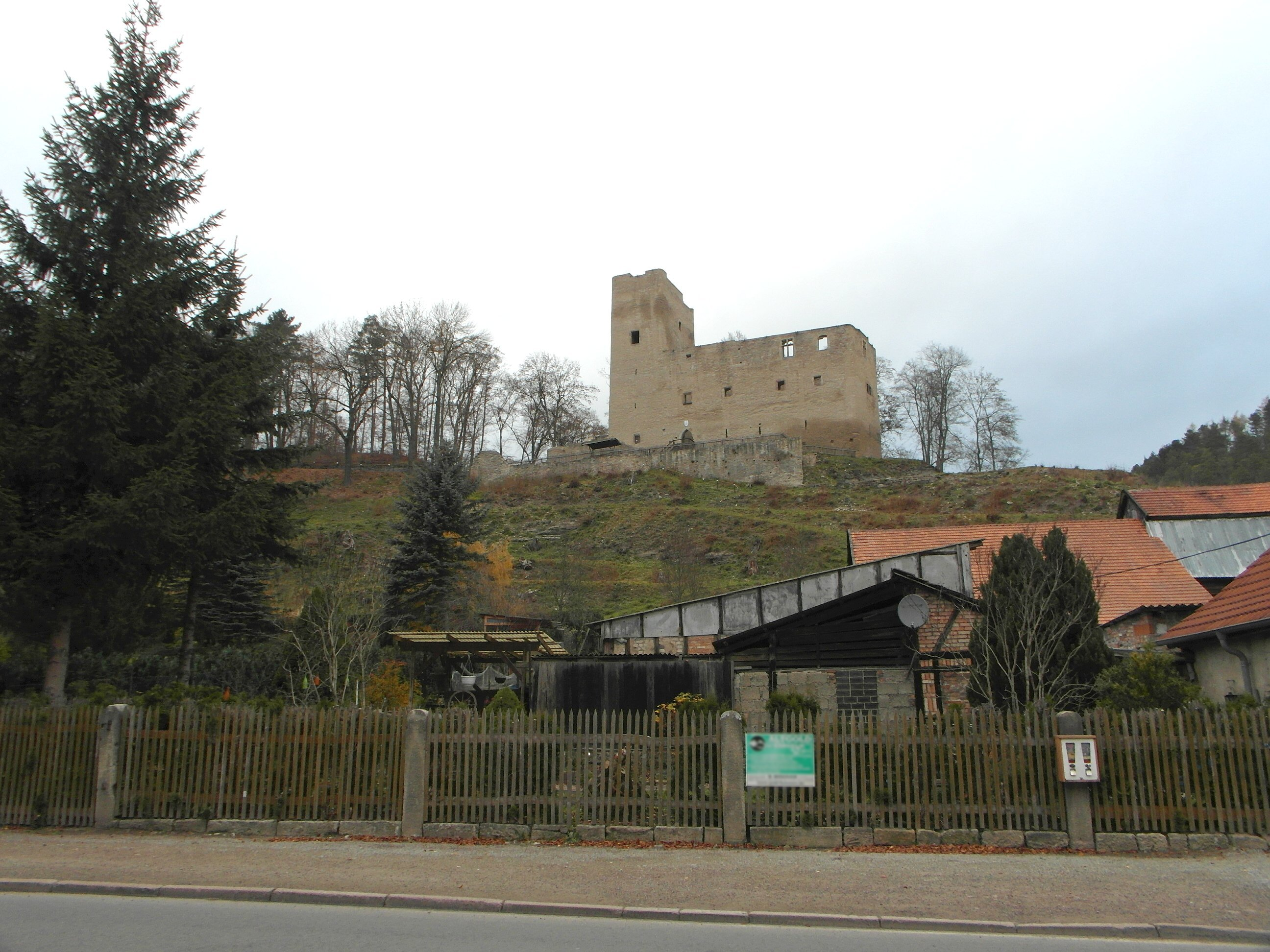
Burg Liebenstein kontrollierte das Tal der Wilden Gera

Der Ursprung des Flussnamens geht auf die slawischen Wenden zurück. In alten Aufzeichnungen heißt die „Wilde Gera“ „wendisch Ger“, was auch ihren Namen erklärt und dessen wendischen Ursprung zeigt.
Um das Tal der Wilden Gera kontrollieren zu können, entstanden im Mittelalter an ihrem Verlauf drei Burgen:
- das Raubschloss oberhalb von Dörrberg,
- die Burg Liebenstein oberhalb von Liebenstein und
- die Ehrenburg oberhalb von Plaue.

## Umwelt
Der Oberlauf der wilden Gera bis Gräfenroda hat Trinkwasserqualität, hier sind viele geschützte Tier- und Pflanzenarten heimisch; ab Gräfenroda ist die Wasserbelastung mäßig.